# Amager Travbane
Amager Travbane var en travbana i Tårnby på ön Amager i Danmark, som var verksam mellan 1922 och 1976.

## Om banan
Travbanan byggdes mellan 1921 och 1922, och låg vid Løjtegårdsvej i Tårnby. Invigningen skedde den 13 augusti 1922, och banan var då den tredje permanenta travbanan i Danmark.
En samling hästägare vid Charlottenlund Travbane som inte var nöjda med förhållandena på banan, tog initiativet till att öppna en travbana på Amager. Amager Travbane byggdes med en 1 200 meters huvudbana. Amager Travbane var den första travbanan i Danmark som introducerade målfotografering, 1940.
Banan har även arrangerat lopp inom hundkapplöpning, något som skedde första gången 1923. Det var även det första hundkapplöpningsloppet i Danmark. ägde rum på Amager Travbane 1923. Loppet arrangerades av Dansk Kennel Klub, och kördes med whippets.
Under banans tidiga år på 1930-talet kördes även många motorcykellopp på travbanan, som hade elektriskt ljus för lopp på kvällstid. Nordisk Motorcykle Forbund arrangerade det nordiska banmästerskapet 1931 på banan, och efter andra världskriget tävlades det fortsatt med motorcyklar, och även bilar, från 1946 till 1970. 1952 öppnades Amager Speedway på travbanans innerplan.
Då travbanans struktur började falla samman under tidigt 1970-tal, såldes banan till Tårnby kommun, under förutsättning att travbanan kunde fortsätta att vara verksam i ytterligare fem år. Den 28 mars 1976 hölls banans sista tävlingsdag. Amager Travelskab, som drev Amager Travbane, fortsatte sin verksamhet i 1974 till Skogskog i den lilla byn Bjæverskov, 10 km väster om Køge.